# Bruty
Bruty es un municipio del distrito de Nové Zámky en la región de Nitra, Eslovaquia, con una población estimada a final del año 2024 de 605 habitantes.
Se encuentra ubicado al sur de la región, cerca de los ríos Nitra y Hron (cuenca hidrográfica del Danubio) y de la frontera con Hungría.

## Demografía
| Año        | 1994 | 2004    | 2014     | 2024 |
| ---------- | ---- | ------- | -------- | ---- |
| Población  | 734  | 681     | 605      | 605  |
| Diferencia |      | −7,22 % | −11,16 % | +0 % |

| Año        | 2023 | 2024    |
| ---------- | ---- | ------- |
| Población  | 608  | 605     |
| Diferencia |      | −0,49 % |